# Michel Lafranceschina
Michel Lafranceschina, né le 28 février 1939 à Fontaine (Isère) et mort le 24 octobre 2024 à Vif, est un footballeur français devenu entraîneur.

## Carrière

### De joueur
Formé à Grenoble, cet avant-centre fait partie de l'équipe de France U-19 qui termine 3e au tournoi européen de l'UEFA en Espagne en 1957. Ensuite il se révèle comme titulaire à Lens à partir de 1958. En quatre saisons, il s'impose doucement comme l'un des meilleurs buteurs du championnat. Lors de sa dernière année en Artois, il inscrit vingt buts en trente-quatre rencontres, se plaçant ainsi sur le podium des meilleurs scoreurs de l'élite. 
En 1962, il rejoint les rivaux régionaux de Lille. Les nordistes évoluent alors en Division 2. Ils remontent parmi l'élite en 1964. Michel Lafranceschina est ensuite transféré à Sochaux. Il y effectue ses meilleurs saisons : en 1965-1966, il marque vingt-deux buts en championnat, et en 1967, le club franc-comtois est finaliste de la Coupe de France. Cependant, il ne joue pas la finale au Parc des Princes, étant parti à l'hiver au Sporting Toulon Var. 
Après seulement six mois, Lafranceschina signe au Limoges Football Club. Il y passe trois années, avant de finir sa carrière au FC Bourges en seconde division.
En 2022, le magazine So Foot le classe dans le top 1000 des meilleurs joueurs du championnat de France, à la 416e place.

### D'entraîneur
Une fois sa carrière terminée, il quitte le Centre pour revenir en Isère. En 1980, il remplace le duo Belloni-Kina à Grenoble, son club formateur alors pensionnaire de deuxième division. Ses débuts sont difficiles, et Lafranceschina met un terme à sa première expérience d'entraîneur d'équipe première sur une douzième place. 
Il reste au club et prend en charge l'équipe réserve qu'il fait monter en division 3 en 1985. La réserve dispute même la finale du championnat de division 4, elle s'incline face à la réserve de l'AJ Auxerre (2-0). En janvier 1986, il revient à la tête de l'équipe première, alors que le club est au plus mal. Dix-huitième en fin de saison, le FC Grenoble Dauphiné est relégué en troisième division, et l'isérois laisse la place à Christian Dalger.

## Palmarès
- Champion de France de D2 en 1964 avec le Lille OSC
- Vainqueur de la Coupe Charles Drago en 1959 et 1960 avec le Racing Club de Lens